# Vanilla software
Програмне забезпечення, а іноді й інші пов'язані з обчислювальною системою, такі як апаратне забезпечення та алгоритми, називаються ванільними, коли їх не модифікують, а використовують за оригінальною формою, тобто використовують без будь-яких налаштувань або оновлень, застосованих до них. Vanilla software — це галузевий стандарт, який широко використовують підприємства та приватні особи. Термін походить від традиційного стандартного аромату морозива, ванілі. Згідно з «Новим хакерським словником» Еріка С. Реймонда, термін «канонічний» означає щось «за замовчуванням», а «ванільний» — щось «звичайне».

## Приклади використання «ваніль» у реченні
- Як одна з найбільш ранніх прикладів система публікації текстів основного кадру IBM BookMaster надає за замовчуванням спосіб визначити, які частини книги,  слід опублікувати, під назвою «ваніль», і є більш химерний спосіб, що називається «мокка».
- Термін «ваніль» іноді також використовується для апаратних компонентів. Наприклад, у 1990-х не модернізовані домашні комп'ютери Amiga називали «(звичайна) ваніль», аналогічно, згодом це було застосовано і до деталей ПК.
- Для ядер на основі Unix «ванільне ядро» відноситься до ядро Linux, яке не було змінено жодним стороннім джерелом.
- У своїй книзі «Кінець невідомості» Чарльз Вінборн посилається на статичну сторінку, що є «лише текстовим файлом, але такою, що посилається на супровідні файли», як звичайну вебсторінку ванілі.